# Abu Zakariyya Yahya Ibn Khaldun
Abu-Zakariyyà Yahya ibn Khaldun (Tunis, 1333 - Tlemcen, desembre 1378/gener 1379) fou un polític magrebí, germà d'Abd-ar-Rahman ibn Khaldun.
Va estudiar a Tunis amb el seu germà i va començar la seva carrera política el 1356 quan amb el seu germà era a la cort del sultà de Fes Abu-Sàlim i aquest va enviar a Tlemcen i Bugia a dos prínceps hàfsides que tenia com a ostatges o presoners, sent Abu-Zakariyyà Yahya el que els va acompanyar en qualitat de camarlenc d'un dels prínceps, Abu-Abd-Al·lah; aquest príncep va assetjar Bugia però no va aconseguir la seva conquesta, i va enviar a Yahya al rei de Tlemcen, Abu Hammu II per demanar el seu ajut (1362); poc després va portar al seu senyor a la cort abdalwadita de Tlemcen (25 de març de 1363) per tornar després cap a Bugia amb un exèrcit posat a la seva disposició.
Ja dominant Bugia, aquesta fou conquerida el 1365 per l'emir hàfsida de Constantina; Yahya fou empresonat a Bona però es va poder escapar i se'n va anar a Biskra, on hi havia el seu germà protegit pel senyor local Àhmad Ibn Muzni. El 1367 fou cridat a Tlemcen per Abu-Hammu II i hi va arribar el febrer del 1368; llavors fou secretari de l'emir.
Tlemcen estava amenaçada pels marínides i Yahya va abandonar el servei d'Abu-Hammu II (començament del 1372) i es va posar al servei del sultà marinida Abu-Faris Abd-al-Aziz (1366-1372), i després del successor d'aquest, Muhàmmad al-Múntasir (1372-1373), però quan el sultà Abu-l-Abbàs Àhmad (1373-1374) es va apoderar de Fes, va retornar al servei d'Abu-Hammu II que el va acollir i li va retornar el seu antic càrrec.
La confiança que l'emir li va donar va despertar la gelosia del príncep hereu Abu-Taixufín II (el fill gran d'Abu-Hammu) el qual una nit del mes de ramadà de l'any 780 (desembre/gener del 1379) el va assassinar amb el suport d'un grup d'homes, quan Yahya sortia de palau. L'emir no va prendre cap represàlia en saber que el principal culpable era el seu fill.
Va escriure l'obra històrica Bughyat ar-ruwwad fi-dhikr al-muluk min Bani Abd-al-Wad, una detallada història de l'emirat de Tlemcen en temps d'Abu-Hammu II.